# Рискулов Турар Рискулович
Турар Рискулович Рискулов (26 грудня 1894, урочище Бесагаш Східно-Талгарської волості Вєрненського повіту Семиріченської області, тепер Алматинської області, Казахстан — розстріляний 10 лютого 1938, місто Москва, тепер Російська Федерація) — радянський партійний діяч, голова Центрального виконавчого комітету (ЦВК) і Ради народних комісарів (РНК) Туркестанської АРСР, заступник голови Ради народних комісарів Російської РФСР. Член ЦВК СРСР. Кандидат у члени ЦК РКП(б) у 1923—1924 роках. 

## Життєпис
Народився в родині кочівника-скотаря. У 1907—1910 роках навчався в Меркенській російсько-казахській школі-інтернаті. З 1910 по 1914 рік — учень Пішпекської сільськогосподарської школи. У 1916—1917 роках навчався у Ташкентській вчительській семінарії.
Учасника національно-визвольного повстання народів Центральної Азії 1916 року, за участь у повтанні був заарештований. У 1917 році організував товариство «Бухара» (Революційний союз казахської молоді) в Мерке.
Член РСДРП(б) з вересня 1917 року.
З квітня 1918 року — заступник голови виконавчого комітету Ауліє-Атинської ради Сир-Дар'їнської області.
З 28 листопада 1918 року — голова Надзвичайної центральної комісії з боротьби з голодом в Туркестанській АРСР.
У березні 1919 — 18 липня 1920 року — голова Мусульманського бюро ЦК КП(б) Туркестану.
У 1919—1920 роках — народний комісар охорони здоров'я Туркестанської АРСР.
У січні — серпні 1920 року — голова Центрального виконавчого комітету (ЦВК) Туркестанської АРСР.
До 18 липня 1920 року — член президії Крайового комітету ЦК КП(б) Туркестану.
24 серпня 1920 — 1922 року — 2-й заступник народного комісара у справах національностей РРФСР. Одночасно, з 1920 по грудень 1921 року — уповноважений Народного комісаріату у справах національностей РРФСР в Азербайджанській РСР.
У вересні 1922 — 1924 року — член Середньоазійського бюро ЦК РКП(б).
У жовтні 1922 — 1924 року — голова Ради народних комісарів Туркестанської АРСР.
У квітні 1924 — 1925 року — помічник завідувача Середньо-Східного відділу Комуністичного Інтернаціоналу. У жовтні 1924 — липні 1925 року — представник Комуністичного Інтернаціоналу в Монголії.
З квітня 1926 року — завідувач відділу друку Казакського крайового комітету ВКП(б) і відповідальний редактор газети «Енбекші Казак» («Трудовий казах»).
31 травня 1926 — травень 1937 року — заступник голови Ради народних комісарів Російської РФСР.
Одночасно, 7 січня 1927 — 1930 року —  голова Комітету сприяння будівництву Туркестано-Сибірської магістралі при РНК РРФСР.
У 1930—1931 роках — начальник Головного управління комунального господарства при РНК РРФСР.
У 1934—1934 роках — голова Комітету кустарної промисловості та промислової кооперації при Економічній нараді РРФСР. Був головою ради кінокомпанії «Східкіно».
21 травня 1937 року заарештований органами НКВС у Москві. 10 лютого 1938 року розстріляний за вироком Військової колегії Верховного Суду.
У 1956 році реабілітований та відновлений у членах КПРС.